# Ring King
Ring King (conocido como King of Boxer en Japón y Europa) es un juego de arcade de boxeo. Fue distribuido en 1985 en Japón y Europa por Woodplace, y en Norteamérica por Data East.

## Jugabilidad
El juego continúa la temática de deportes cómicos de la serie con el jugador asumiendo el papel de un boxeador que parte de su debut para convertirse en campeón mundial. Ring King se convirtió en el estándar de los juegos de boxeo de la época, dándole apodos extravagantes a los oponentes; su lanzamiento de arcade cuenta con ocho oponentes: Violence Jo (este luchador es el campeón en la versión de NES), Brown Pants, White Wolf, Bomba Vern, Beat Brown, Blue Warker (campeón de la versión de arcade), Green Hante y Onetta Yank. En caso de que el jugador gane el campeonato, el juego de arcade seguirá rotando entre los últimos tres oponentes (Blue Warker, Green Hante y Onetta Yank).
El jugador puede realizar varios tipos de puñetazos y maniobras defensivas diferentes, junto con ataques especiales. También podrá recuperar su energía durante el intervalo de rondas presionando el botón rápidamente. En el port de Nintendo, las habilidades del boxeador son determinadas por tres parámetros diferentes: puñetazo, resistencia y velocidad. El jugador puede mejorar estos parámetros utilizando los puntos de poder obtenidos después de cada pelea. Tener un buen desempeño en las peleas permitirá al jugador crear un boxeador más poderoso. El jugador puede guardar su progreso con una contraseña, y dos jugadores pueden enfrentarse entre sí en el modo de dos jugadores. Aunque el juego sea rudimentario, es posible realizar contraataques, y fallar muchos puñetazos hará que la energía del boxeador baje.

### Ataques especiales
La característica más importante del juego es el conjunto de ataques especiales cómicos. Estos movimientos son activados cuando el jugador presiona el botón de ataque en el momento adecuado a la distancia adecuada. Los ataques tienen la capacidad de noquear al oponente instantáneamente, pero ser contraatacado antes de asestar el ataque especial hará que el usuario reciba una cantidad extraordinaria de daño. El primer ataque especial es un poderoso gancho que el boxeador realizará girando como un trompo. El segundo es un puñetazo recto que impulsará al adversario hacia las cuerdas cuando conecte. El tercero es un golpe que lanzará al adversario al aire. Si es lanzado en el momento correcto, el golpe podrá lanzar al adversario fuera del ring, resultando en un nocaut técnico.

## Ports
El juego fue porteado más adelante al Nintendo Entertainment System (Famicom en Japón) en 1987, el cual fue distribuido por Namco en Japón y por Data East en Norteamérica. Esta versión también fue lanzada en la VS. UniSystem como Vs. TKO Boxing. Sony después porteó el juego al MSX2 exclusivamente en Japón en 1988. Las versiones de Famicom y MSX2 fueron lanzadas como el tercer juego de la serie de juegos de deporte Family, después de Family Stadium y Family Jockey, para la Famicom en Japón por Namco como Family Boxing (ファミリーボクシング, famirī bokushingu). El juego fue posteriormente convertido en una aplicación de teléfono móvil i-mode y lanzada exclusivamente en enero de 2004 por Namco.

## Recepción
Las ventas de Ring King sobrepasaron las 250.000 copias en los Estados Unidos para 1988, por lo que recibió el premio platino de la Software Publishers Association (SPA) en agosto de 1988.